# Mengcun
Der Autonome Kreis Mengcun der Hui (chinesisch 孟村回族自治县, Pinyin Mèngcūn Huízú Zìzhìxiàn) ist ein autonomer Kreis der Hui in der chinesischen Provinz Hebei. Es gehört zum Verwaltungsgebiet der bezirksfreien Stadt Cangzhou. Der Kreis Mengcun hat eine Fläche von 389,6 km² und zählt 202.571 Einwohner (Stand: Zensus 2010). Sein Hauptort ist die Großgemeinde Mengcun (孟村镇).